# Cortaderia bifida
Cortaderia bifida är en gräsart som beskrevs av Pilg.. Cortaderia bifida ingår i släktet Cortaderia, och familjen gräs. Inga underarter finns listade i Catalogue of Life.